# Massonia pygmaea
Massonia pygmaea là một loài thực vật có hoa trong họ Măng tây. Loài này được Schltdl. ex Kunth mô tả khoa học đầu tiên năm 1843.